# Église de Jäppilä
L'église de Jäppilä (en finnois : Jäppilän kirkko) est une église luthérienne située à  Pieksämäki en Finlande,.

## Galerie

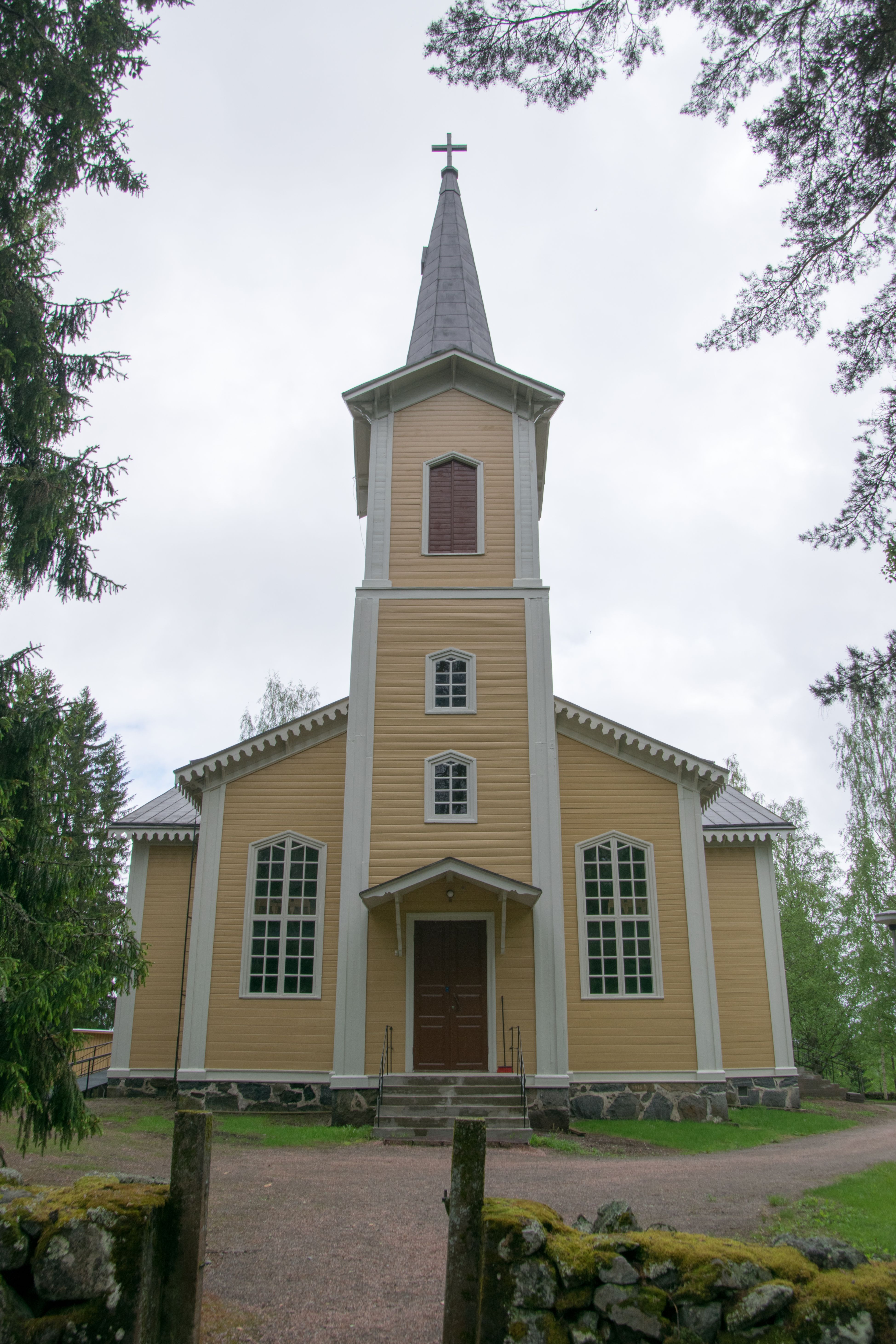